# Apseudes crozetensis
Apseudes crozetensis är en kräftdjursart som beskrevs av Sueo M. Shiino 1980. Apseudes crozetensis ingår i släktet Apseudes och familjen Apseudidae. Inga underarter finns listade i Catalogue of Life.